# Pak Yong-ok
Pak Yong-ok (* um 1956) ist eine nordkoreanische Tischtennisspielerin, die 1977 Weltmeister im Damendoppel wurde.

## Werdegang
Mehrere Medaillen gewann sie bei den Asienmeisterschaften. Hier holte sie zweimal Gold, nämlich 1976 mit der Mannschaft und 1978 im Doppel mit Kim Chang-ae. Das Endspiel erreichte sie im Damendoppel 1972 mit Cha Kyung-mi und 1980 mit Hong Gil-soon sowie 1978 und 1980 im Teamwettbewerb.
1977 und 1979 nahm sie an den Weltmeisterschaften teil. Dabei gewann sie 1977 den Titel im Doppel an der Seite der Chinesin Yang Ying. Im Mannschaftswettbewerb wurde sie 1977 Dritter und 1979 Zweiter.
Beobachter vor Ort glaubten, dass 1977 der Titel im Damendoppel ein Geschenk war, die Chinesinnen Chu Hsiang-Yun/Lijie Wie hätten das Endspiel absichtlich verloren. Beweise dafür gibt es allerdings nicht.
Anfang 1979 wurde Pak Yong-ok in der ITTF-Weltrangliste auf Platz 15 geführt.

## Turnierergebnisse
| Verband | Veranstaltung           | Jahr | Ort          | Land | Einzel        | Doppel        | Mixed         | Team |
| ------- | ----------------------- | ---- | ------------ | ---- | ------------- | ------------- | ------------- | ---- |
| PRK     | Asienmeisterschaft ATTU | 1980 | Calcutta     | IND  |               | Silber        |               | 2    |
| PRK     | Asienmeisterschaft ATTU | 1978 | Kuala Lumpur | MAS  |               | Gold          |               | 2    |
| PRK     | Asienmeisterschaft ATTU | 1976 | Pyongyang    | PRK  | Viertelfinale |               | Viertelfinale | 1    |
| PRK     | Asienmeisterschaft ATTU | 1974 | Yokohama     | JPN  | Viertelfinale | Viertelfinale |               |      |
| PRK     | Asienmeisterschaft ATTU | 1972 | Peking       | CHN  | Viertelfinale | Silber        | Viertelfinale |      |
| PRK     | Asienspiele             | 1974 | Teheran      | IRI  | Halbfinale    |               |               |      |
| PRK     | Weltmeisterschaft       | 1979 | Pyongyang    | PRK  | letzte 32     | letzte 16     | Viertelfinale | 2    |
| PRK     | Weltmeisterschaft       | 1977 | Birmingham   | ENG  | letzte 32     | Gold          | keine Teiln.  | 3    |